# Nunsdorf
Nunsdorf è una frazione della città tedesca di Zossen, nel Land del Brandeburgo.

## Storia
Nel 2003 il comune di Nunsdorf venne soppresso e aggregato alla città di Zossen.